# Ince Castle

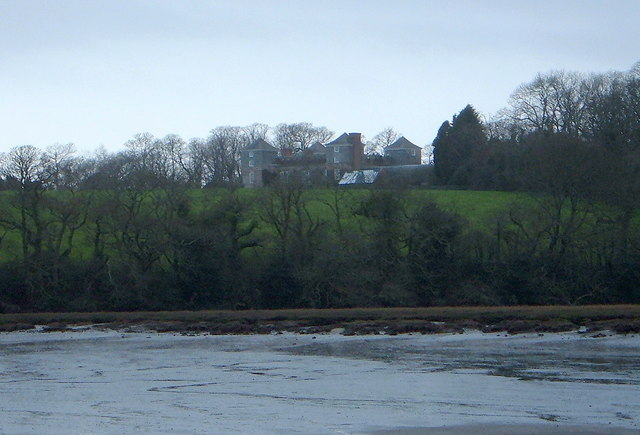
Ince Castle

Ince Castle ist ein Landhaus etwa 5 km entfernt von Saltash in der englischen Grafschaft Cornwall. Es wurde 1642, am Beginn des englischen Bürgerkrieges, errichtet und wurde 1646 von feindlichen Truppen eingenommen. Angebaut an das Ziegelhaus sind vier dreistöckige Türme mit bis zu 1,2 Meter dicken Mauern. Das Haus hat eine klassische Vorhalle und seine Fenster sind rechteckig. Haus und Grundstück wurden in den 1850er-Jahren verkauft und als Bauernhof verpachtet. Im 20. Jahrhundert verfiel das Anwesen zusehends und das Haus wurde von Efeu überwuchert. 1988 brannte es ab, wurde aber wieder aufgebaut.

## Geschichte
Das Haus liegt auf einer Halbinsel, die vom Lynher umflossen wird. Daher leitet sich der Name „Ince“ ab (Das kornische Wort „enys“ bedeutet im Deutschen „Insel“). Das erste Haus an dieser Stelle wurde vermutlich auf Geheiß der Courtenays Ende des 14. Jahrhunderts errichtet. Später kam es in Besitz der Familie Killigrew, die es vollständig umbauen ließ. Henry Killygrew, der royalistische Parlamentsabgeordnete für West Looe, der das erste Haus 1642 umbauen ließ, hatte der Sage nach vier Gattinnen, eine in jedem der Türme, und keine wusste von den anderen.
Ab den 1840er-Jahren gehörten die Pächter, die das Land bearbeiteten, alle derselben Familie an. Richard Pryn (1774–1846) gehörte Tredown, das er auch bewirtschaftete. Ab 1841 bewirtschaftete er (lt. Volkszählung) auch Ince. Sein Sohn, Richard Pryn (1822–1858), war unverheiratet und bewirtschaftete Ince zusammen mit seiner ebenfalls unverheirateten Schwester Anne Pryn (1817–1889) in den Jahren 1846–1858. Das Anwesen wurde „Ince Barton“ genannt und war damals 36 Hektar groß. Nach Richard Pryns Tod (der ertrank) arbeitete eine andere, unverheiratete Schwester, Mary Ann Pryn (1828–1910), mit Anne zusammen. Nach Annes Tod 1889 fiel die Pacht an ihren Großneffen, Hannibal Steed (1856–?), dessen Nachkommen Ince bis Anfang des 20. Jahrhunderts (1910 oder später) bewirtschafteten. Der Eigner von 1922 bis 1937 war H. Robert (“Bobby”) Somerset, dessen Jacht Jolie Brise mehrfach das Fastnet Race gewann und im Bootshaus von Ince Castle eingestellt war. Die nächsten Pächter von Ince Castle waren der schottische Jachtbesitzer James Bryce Allan (1893–1960) und seine Gattin, die amerikanische Schauspielerin Rita Jolivet (1884–1971).
1960 kaufte Patricia, Viscountess Boyd of Merton (Tochter von Rupert Guinness, 2. Earl of Iveagh, und Gattin des früheren Kolonialsekretärs Alan Lennox-Boyd, 1. Viscount Boyd of Merton) das Anwesen.
Um diese Zeit wurden im Erdgeschoss verglaste Schwingtüren eingebaut, um mehr Licht ins Haus zu lassen, und der Flügel für die Dienerschaft wurde erweitert. Nach einem zerstörerischen Brand 1988 wurde das abgebrannte Dach erneuert und eine zweite Küche hinzugefügt. Die heutigen Eigner, Simon Lennox-Boyd, 2. Viscount Boyd of Merton, und seine Gattin Alice zogen 1994 ein. Haus und Gärten sind nur gelegentlich öffentlich zugänglich.